# برلین در برلین
برلین در برلین (انگلیسی: Berlin in Berlin) یک فیلم به کارگردانی سینان چتین است که در سال ۱۹۹۳ منتشر شد. از بازیگران آن می‌توان به هولیا آوشار اشاره کرد.